# Ларс А. Фредріксен
Ларс А. Фредріксен (норв. Lars A. Fredriksen) — норвезький поп-співак, найвідоміший за участю у Євробаченні 1998 року в Бірмінгемі, Велика Британія, з піснею Alltid sommer («Завжди літо»), що фінішувала на 8 місці.

## Біографія
Ларс народився в норвезькому місті Шієн, яке розташоване на півдні Норвегії. Ларс співав з раннього дитинства, він був членом Oslo Gospel Choir,  що дозволило йому подорожувати різними країнами світу та продати понад 700 000 компакт-дисків.